# Serwal (książka)
Serwal – sensacyjno-psychologiczna powieść Krzysztofa Kotowskiego wydana w 2006.

## Fabuła
Ultra tropi serię brutalnych morderstw, dokonanych przez rasistowskie bojówki, będące częścią oficjalnie działającej partii. Sytuacja komplikuje się gdy niefortunnie zakochuje się w jednym z podejrzanych. Jeszcze większą tajemnicę kryje jej współlokatorka. W dramatycznym finale skrzyżują się losy wszystkich trojga...